# بخش سیه‌رود

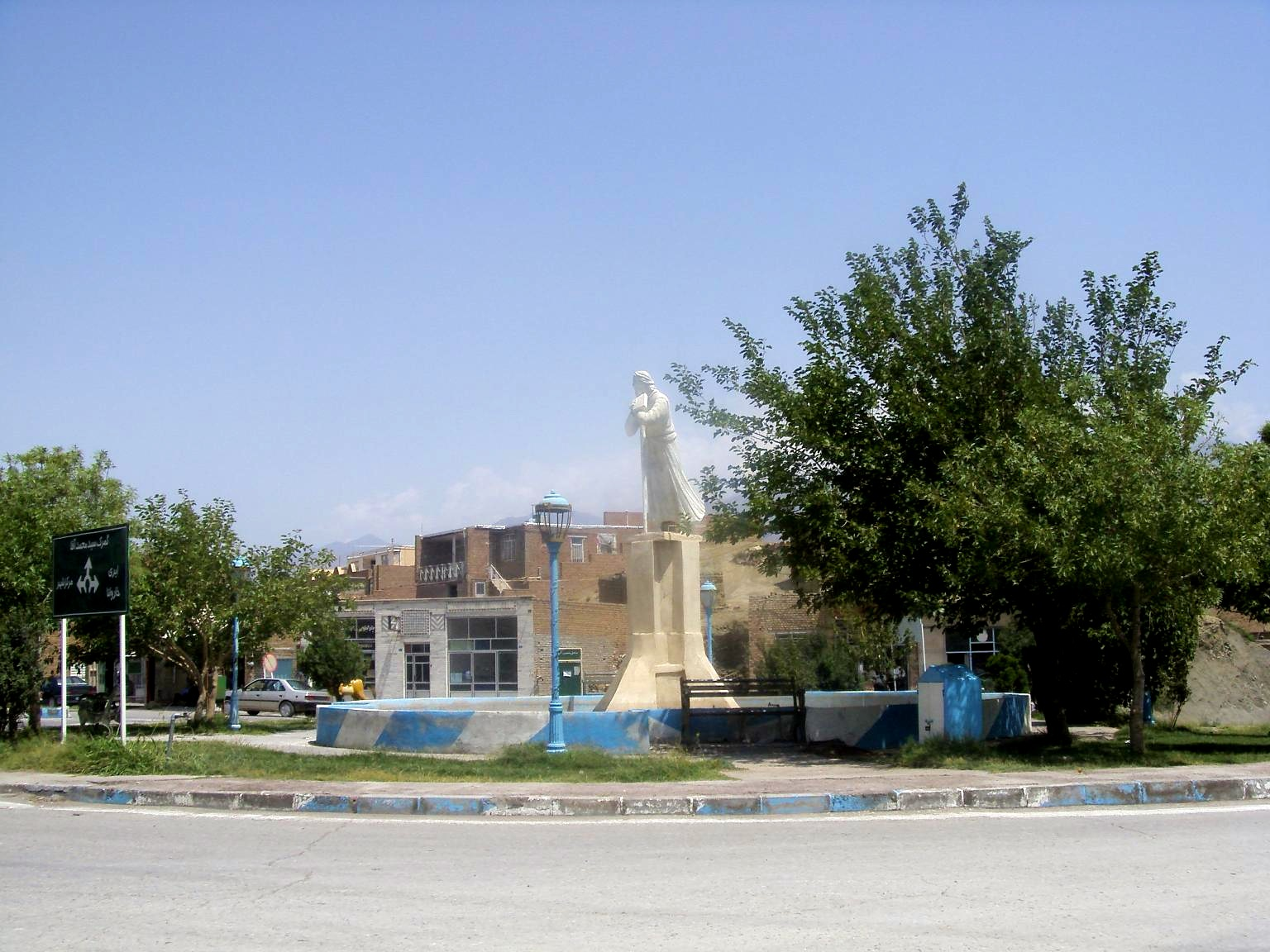
میدان اصلی شهر سیه‌رود

بخش سیه‌رود یا دیزمار غربی یکی از بخش‌های تابعه شهرستان جلفا در استان آذربایجان شرقی در شمال غربی ایران است.این بخش از غرب به مرکز شهرستان جلفا با فاصله ۴۵ کیلومتر و از جنوب به بخش خاروانا با فاصله ۳۵ کیلومتر در شهرستان ورزقان واصل میشود

## تقسیمات کشوری
- بخش سیه‌رود
  - دهستان دیزمار غربی
  - دهستان نوجه‌مهر

شهرها: سیه‌رود

## جمعیت
بنابر سرشماری مرکز آمار ایران، جمعیت بخش سیه رود شهرستان جلفا در سال ۱۳۸۵ برابر با ۸۷۵۰ نفر بوده است.